# Kurt Ruchholz

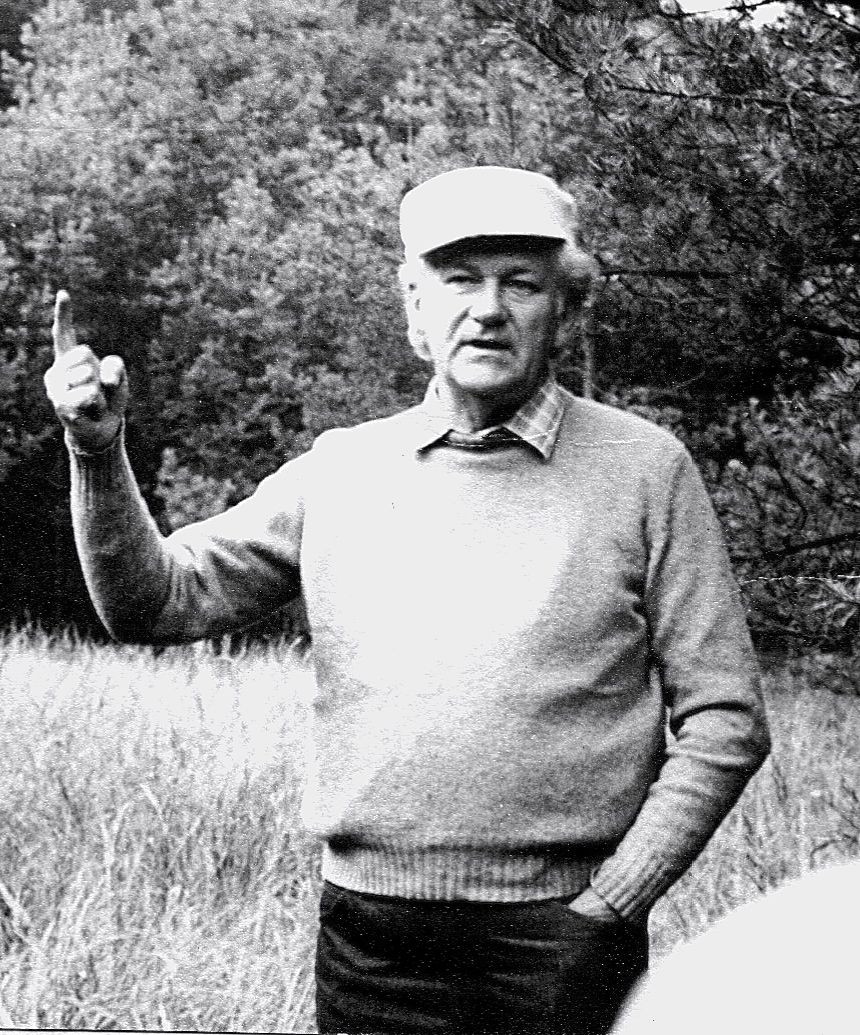
Kurt Ruchholz auf einer Exkursion 1988

Kurt „Ricki“ Ruchholz (* 14. März 1925 in Peenemünde; † 14. August 2008) war ein deutscher Geologe und Professor für Allgemeine und Regionale Geologie an der Ernst-Moritz-Arndt-Universität Greifswald.

## Leben
Kurt Ruchholz besuchte das Gymnasium in Franzburg, konnte das Abitur jedoch erst 1947 ablegen, weil er 1944 bis zum Ende des Zweiten Weltkrieges als Pilot zur Luftwaffe eingezogen wurde.
Nach dem Abitur begann Ruchholz an der Ernst-Moritz-Arndt-Universität Greifswald Pädagogik in den Fächern Geographie und Biologie zu studieren. Die Abschlussarbeit in Pädagogik 1950 befasste sich mit dem baltischen Ordovizium. Im gleichen Jahr wechselte Kurt Ruchholz zur Fachrichtung Geologie und war Schüler von Walter Schriel und Serge von Bubnoff, seinem späteren wissenschaftlichen Mentor. Im Jahr 1951 erhielt er eine planmäßige Aspirantur.
Die Diplomarbeit im Jahr 1953 beschäftigte er sich mit einem tektonischen Thema im Bereich des Elbingeröder Kalkkomplexes im Harz: Die Lagerungsverhältnisse an der Nordflanke des Büchenberg-Sattels im Harz. Im Jahr 1956 promovierte er bei Walter Schriel über Gerölluntersuchungen im Unterdevon des Harzes.
Bereits als Student begann Kurt Ruchholz Lehraufgaben in der Fachrichtung der Allgemeinen Geologie zu übernehmen, später kamen Lehrveranstaltungen in der Historischen und Regionalen Geologie Europas und der Erde hinzu.
Im Jahr 1960 erhielt er eine Dozentur für Allgemeine Geologie und Stratigraphie an der Ernst-Moritz-Arndt-Universität. Auch die Habilitation im Jahr 1961 beschäftigte sich mit einem Thema der Harzgeologie: Das jüngere Herzyn der mittleren Harzgeröder Faltenzone und westlich Wernigerode und seine Stellung im Unter- und Mitteldevon des Harzes. Der Geologie des Harzes sollte Ruchholz bis zu seiner Emeritierung im Jahr 1990 verbunden bleiben. Er beschäftigte sich dabei schwerpunktmäßig mit den Fragestellungen der Stratigraphie, Fazies und Tektonik der Gesteine des Ostharzes. Ein weiterer Schwerpunkt seiner wissenschaftlichen Arbeit war die Erforschung junger Sedimentkörper an der mecklenburg-vorpommerschen Küste und die rezente Küstendynamik.
Seit dem Jahr 1964 bis zu seiner Emeritierung war Ruchholz Leiter des Lehrstuhls für Allgemeine und Regionale Geologie an der Ernst-Moritz-Arndt-Universität. Nach der Emeritierung von Hans Wehrli im Jahr 1967 wurde Ruchholz Direktor des Geologisch-Paläontologischen Institutes und Mineralogisch-Petrographischen Institutes und der Arbeitsgruppe Bodenkunde an der Ernst-Moritz-Arndt-Universität.
Im Rahmen der 3. Hochschulreform im Jahr 1968/1969 setzte sich Ruchholz intensiv für den Verbleib der Fachrichtung Geologie an der Greifswalder Universität ein. Im Jahr 1968 wurde er als Ordentlicher Professor für Lithologie und Formationslehre und im Jahr 1985 als Ordentlicher Professor für Regionale Geologie berufen.
Neben seinen fachlichen Kompetenzen wurde Kurt Ruchholz von Mitarbeitern und Studenten überaus geschätzt, „weil er sich im Rahmen seiner Möglichkeiten nicht vom System der DDR hat korrumpieren lassen und immer für seine Mitarbeiter eingestanden“ sei.
Kurt Ruchholz war Mitglied der Geologischen Gesellschaft der DDR, in deren Vorstand er auch zwischen 1962 und 1966 tätig war.
Darüber hinaus gilt Kurt „Ricki“ Ruchholz, als Förderer der studentischen Gesangsbewegung an der Universität Greifswald.
Kurt Ruchholz wurde nach seinem Tod im Jahr 2008 auf dem Friedhof in Ückeritz begraben.

## Wissenschaftliche Publikationen (Auswahl)
- Gerölluntersuchungen im Unterdevon des Harzes, 1956 (Dissertation)
- Graptolithenfunde am Schweng bei Wernigerode (Harz), Geologie, 7, Berlin 1958, S. 184f.
- Das jüngere Herzyn der mittleren Harzgeröder Faltenzone und westlich Wernigerode und seine Stellung im Unter- und Mitteldevon des Harzes, 1961, 172 S.
- Ein oberdevonisches Kalkvorkommen am Stollborn südöstlich Beneckenstein als Beispiel einer extremen stratigraphischen Kondensation. Geologie 12, S. 1039–1047.
- Stratigraphie und Fazies des Devons der mittleren Harzgeröder Faltenzone im Unterharz und westlich Wernigerode, Akademie-Verlag, Berlin 1964, 119 S.
- Zur Ichnologie und Fazies des Devons und Unterkarbons, Geologie, 16, Berlin 1967, S. 503–527.
- Fossilfunde im Südharz-Selke-Quarzit (sogenannter Hauptquarzit) südlich des Tanner Zuges im Unterharz – ein Beitrag zur Altersstellung. Geologie, 17, Berlin 1968, S. 348–353.
- Zur Genese gravitativer Schicht- und Sedimentkörperformationen in Vereisungsgebieten – Wissenschaftliche Zeitschrift der Ernst Moritz Arndt-Universität Greifswald, Mathematisch-naturwissenschaftliche, Greifswald, Reihe 26, S. 49–57.
- Zur Lithologie und Faziesentwicklung der Herzynkalke – ein Beitrag zu ihrer Redefinition, Wiss. Zeitschrift d. Univ. Greifswald, math.-nat. Reihe, XXI, Greifswald 1972, S. 197–204.
- mit Helmut Weller: Geologische und stratigrafische Probleme im Paläozoikum des Harzes. Exkursionsführer und Veröffentl. der Gesellsch. Geol. Wissensch., 57, Berlin 1973, 16–27.
- Sedimentation und Glazitektonik quartärer Sedimente auf Usedom, Exkursionsführer und Veröffentlichung d. Gesellsch. Geol. Wissensch., 82, Berlin 1977
- Lithologie und Sedimentgefüge – ihre Bedeutung für die Methodologie sedimentgenetisch-tektonischer Untersuchungen in Vereisungsgebieten. Zeitschrift für Geologische Wissenschaften 7 (2), Berlin 1977, S. 225–234.
- Zur geologischen Entwicklung der Insel Usedom im Quartär – Exkursionsführer „Geologie und Küstenschutz“. Berlin 1979, S. 44–67.
- Begründung und Bedeutung des Bode-Lineamentes. Wiss. Zeit. Ernst-Moritz-Arndt-Universität, math.-nat. Reihe, 38, Greifswald 1984, S. 63–69
- mit Walter Schumacher: Zur Geologie der Ostseeinseln Usedom, Rügen, Hiddensee und des angrenzenden Festlands zwischen Recknitz und Oderhaff, Exkursionsführer und Veröffentl. der Gesellsch. Geol. Wissensch., 164, Berlin 1988, S. 3–24.
- Tiefenbrüche und präorogene Seitenverschiebung im Bau Mitteleuropas. Mitt. GGW, 16, Berlin 1988, S. 30
- Entwicklung und gerichtete Transformation von oberdevonisch-unterkarbonischer Flyschsedimentation im östlichen Rhenohercynikum (Harz). Z. geol. Wiss., 17, Berlin 1989, S. 581–588
- Kurt Ruchholz (Hrsg.): Lithologie: Sedimente, Sedimentationsprozesse, Fazies, Faziesmodelle; Vortrags- und Exkursionstagung vom 8. bis 10. November 1989 in Binz / Rügen. Gesellschaft für Geologische Wissenschaften der DDR, Berlin 1989
- Fortschritte der Geologie: Aktuogeologie, Regionale Geologie, Lithologie, Stratigraphie. Wissenschaftliche Beiträge der Ernst-Moritz-Arndt-Universität, Greifswald 1991, ISBN 3-86006-035-X, 69 S.
- mit Ralf-Otto Niedermeyer: Sedimentgefüge in Klastika – Ihre Bedeutung für die physisch-geographische Prozeßforschung im Küstengebiet der südlichen Ostsee. In: Konrad Billwitz (Hrsg.): Jungquartäre Landschaftsräume, Springer, Berlin-Heidelberg 1992, ISBN 978-3-642-76746-3, S. 173–181.

## Weblink
- Literatur von und über Kurt Ruchholz im Katalog der Deutschen Nationalbibliothek